# Callichthys serralabium
Callichthys serralabium är en fiskart som beskrevs av Lehmann A. och Roberto Esser dos Reis 2004. Callichthys serralabium ingår i släktet Callichthys och familjen Callichthyidae. Inga underarter finns listade.